# Добромира
Добромира е българско женско име, мъжката форма е Добромир.
Това име означава „добра“, „добро на света“, „добра и мирна“ и „да носи доброта и мир“.
Добромира има имен ден на 5 февруари и на  27 юли. Тогава православната църква чества деня на Св. вмчк Пантелеймон, Св. Седмочисленици, Успението на Св. Климент, архиеп. Охридски.